# Harley-Davidson M-50
Die  Harley-Davidson M-50 war das kleinste Motorrad (Moped), das der US-amerikanische Hersteller Harley-Davidson je baute. Von dem Modell M-50 wurden zwischen 1965 und 1966 14.700 Exemplare gefertigt.

## Vorgeschichte und Technik
Durch die Kooperation mit dem italienischen Motorradherstellers Aermacchi im Jahr 1960 hatte Harley-Davidson auch Anteil an der Produktion der italienischen Modelle, die unter der Marke Aermacchi-Harley-Davidson, in den USA unter Harley-Davidson, angeboten wurden. Das kleinste Modell war die zweisitzige, mit einem 3-Gang-Getriebe und Handschaltung ausgerüstete Harley-Davidson M-50, die bei einem Gewicht von 47 kg vom Hersteller als „billigste und leichteste Art“ Motorrad zu fahren angepriesen wurde.